# Universidade Politécnica de Kwantlen
O Universidade Politécnica de Kwantlen (KPU) é uma universidade politécnica de graduação universitária na Colúmbia Britânica com campus em Newton, Richmond, Cloverdale, Whalley e Langley.
A Universidade Politécnica de Kwantlen foi fundada como Kwantlen College em 1981 como uma resposta à crescente necessidade de treinamento vocacional expandido em todo o Fraser Valley. Em 1995, tornou-se um colégio universitário. Em 2008, o governo provincial anunciou sua intenção de alterar o Ato Universitário para nomear o Kwantlen University College como uma universidade politécnica. A legislação renomeando o colégio universitário para universidade recebeu aprovação real em 29 de maio de 2008 e a KPU começou a funcionar como Universidade Politécnica de Kwantlen em 1 de setembro de 2008.